# Schellerten
Schellerten település Németországban, azon belül Alsó-Szászország tartományban. Lakosainak száma 7901 fő (2023. december 31.). Schellerten Harsum, Ilsede, Hildesheim és Söhlde községekkel határos.

## Népesség
A település népességének változása:
| Lakosok száma | 8025 | 8014 | 7968 | 7972 | 7995 | 7901 |
|               | 2016 | 2017 | 2019 | 2021 | 2022 | 2023 |